# Liste der Biografien/Bond
Liste der Biografien |
Portal Biografien |
Personensuche
# |
A |
B |
C |
D |
E |
F |
G |
H |
I |
J |
K |
L |
M |
N |
O |
P |
Q |
R |
S |
T |
U |
V |
W |
X |
Y |
Z |
?
 
Ba |
Be |
Bd |
Bg |
Bh |
Bi |
Bj |
Bl |
Bm |
Bn |
Bo |
Br |
Bs |
Bu |
Bw |
By |
Bz
 
Boa–Boc |
Bod |
Boe |
Bof |
Bog |
Boh |
Boi–Bok |
Bol |
Bom |
Bon |
Boo |
Bop |
Boq |
Bor |
Bos |
Bot |
Bou |
Bov–Boz
 
Bona |
Bonc |
Bond |
Bone |
Bonf |
Bong |
Bonh |
Boni |
Bonj |
Bonk |
Bonl |
Bonm |
Bonn |
Bono |
Bonp |
Bonq |
Bonr |
Bons |
Bont |
Bonu |
Bonv |
Bonw |
Bonx |
Bony |
Bonz
Die Liste der Biografien führt alle Personen auf, die in der deutschsprachigen Wikipedia einen Artikel haben. Dieses ist eine Teilliste mit 207 Einträgen von Personen, deren Namen mit den Buchstaben „Bond“ beginnt.

## Bond
- Bond Day, Caroline (1889–1948), US-amerikanische Anthropologin und Schriftstellerin
- Bond, Alan (1938–2015), australischer Unternehmer britischer Herkunft
- Bond, Alexander (* 1996), dänischer Badmintonspieler
- Bond, Alf (1911–1986), englischer Fußballschiedsrichter
- Bond, Alistair (* 1989), neuseeländischer Ruderer
- Bond, Andrew (* 1965), Schweizer Musiker und SchriftstellerAndrew Bond (* 1965)

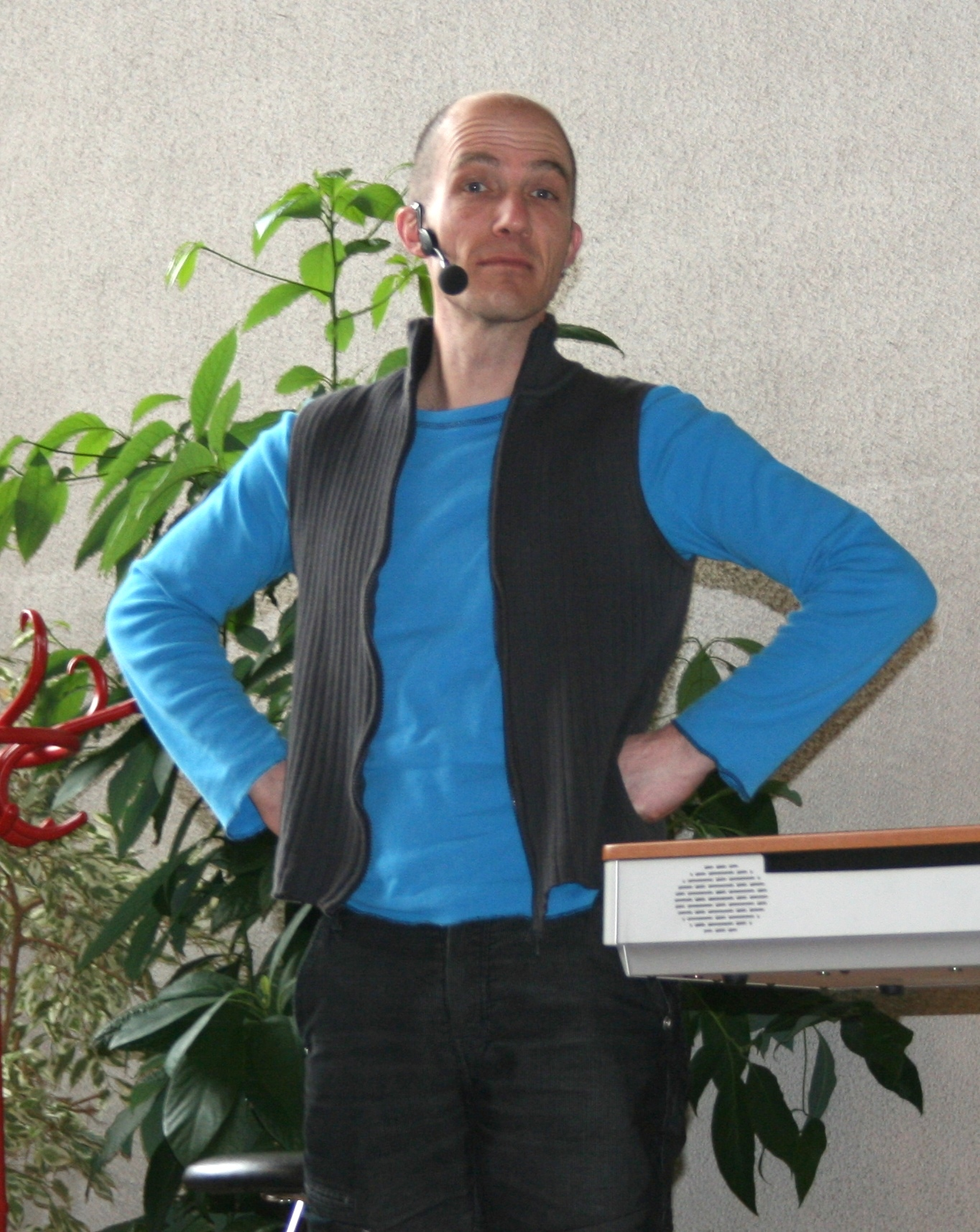
Andrew Bond (* 1965)

- Bond, Ashlee (* 1985), israelische Springreiterin
- Bond, Brian (1936–2025), britischer Militärhistoriker
- Bond, Capel (1730–1790), englischer Organist, Dirigent und Komponist
- Bond, Carl Eldon (1920–2007), US-amerikanischer Ichthyologe
- Bond, Charles G. (1877–1974), US-amerikanischer Jurist und Politiker
- Bond, Chelsea, Schauspielerin
- Bond, Connor (* 2003), australischer Sprinter
- Bond, David (1922–2013), britischer Segler
- Bond, Eddie (1933–2013), US-amerikanischer Country- und Rockabilly-Musiker
- Bond, Edward (1934–2024), britischer Dramatiker, Librettist, Sach- und Drehbuchautor
- Bond, Edward Augustus (1815–1898), britischer Bibliothekar und Paläograph
- Bond, Ernie (* 1929), englischer Fußballspieler
- Bond, Franklyn F. (1897–1946), US-amerikanischer Ichthyologe
- Bond, Frederick Bligh (1864–1945), britischer Architekt, Archäologe und Parapsychologe
- Bond, Fredrik (* 1978), schwedischer Regisseur und Werbefilmer
- Bond, George F. (1915–1983), amerikanischer Arzt
- Bond, George Phillips (1825–1865), US-amerikanischer Astronom
- Bond, Gerard (1940–2005), US-amerikanischer Geologe
- Bond, Graham (1937–1974), britischer Jazz- und Blues-Musiker
- Bond, Hamish (* 1986), neuseeländischer Ruderer
- Bond, J. Richard (* 1950), kanadischer Astrophysiker und Kosmologe
- Bond, Jackson (* 1996), US-amerikanischer Schauspieler
- Bond, James (1900–1989), US-amerikanischer OrnithologeJames Bond (1900–1989)

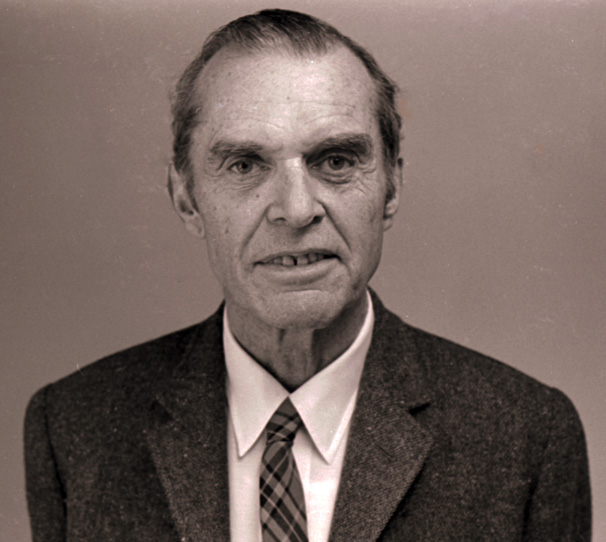
James Bond (1900–1989)

- Bond, James III (* 1969), US-amerikanischer Schauspieler, Regisseur und Filmproduzent
- Bond, Jason, US-amerikanischer Arachnologe
- Bond, Jimmy (1933–2012), US-amerikanischer Bassist und Tubist des Modern Jazz
- Bond, John (1932–2012), englischer Fußballspieler und -trainer
- Bond, Johnny (1915–1978), US-amerikanischer Country-Sänger und Songwriter
- Bond, Julian (1940–2015), amerikanischer Politiker und Bürgerrechtler
- Bond, Kit (1939–2025), US-amerikanischer Politiker
- Bond, LaToya (* 1984), US-amerikanische Basketballspielerin
- Bond, Laurence (1905–1943), britischer Stabhochspringer
- Bond, Lilian (1908–1991), britische Schauspielerin
- Bond, Linda (* 1946), kanadische Generalin der Heilsarmee
- Bond, Lucas, britischer Kinderdarsteller
- Bond, Michael (1926–2017), britischer Schriftsteller
- Bond, Nelson Slade (1908–2006), US-amerikanischer Schriftsteller (Science-Fiction, Fantasy)
- Bond, Nigel (* 1965), englischer Snookerspieler
- Bond, Patrick (* 1961), Soziologe und Hochschullehrer
- Bond, Peter (* 1952), deutscher Moderator und Schauspieler
- Bond, Rene (1950–1996), US-amerikanische Pornodarstellerin
- Bond, Ria (* 1976), neuseeländische Politikerin (NZ First)
- Bond, Richard (1939–2011), britischer Autorennfahrer
- Bond, Robert (1857–1927), kanadischer Politiker
- Bond, Rudy (1912–1982), US-amerikanischer Schauspieler
- Bond, Ruskin (* 1934), britisch-indischer Schriftsteller
- Bond, Ryan (* 1974), US-amerikanischer Basketballspieler
- Bond, Samantha (* 1961), britische SchauspielerinSamantha Bond (* 1961)

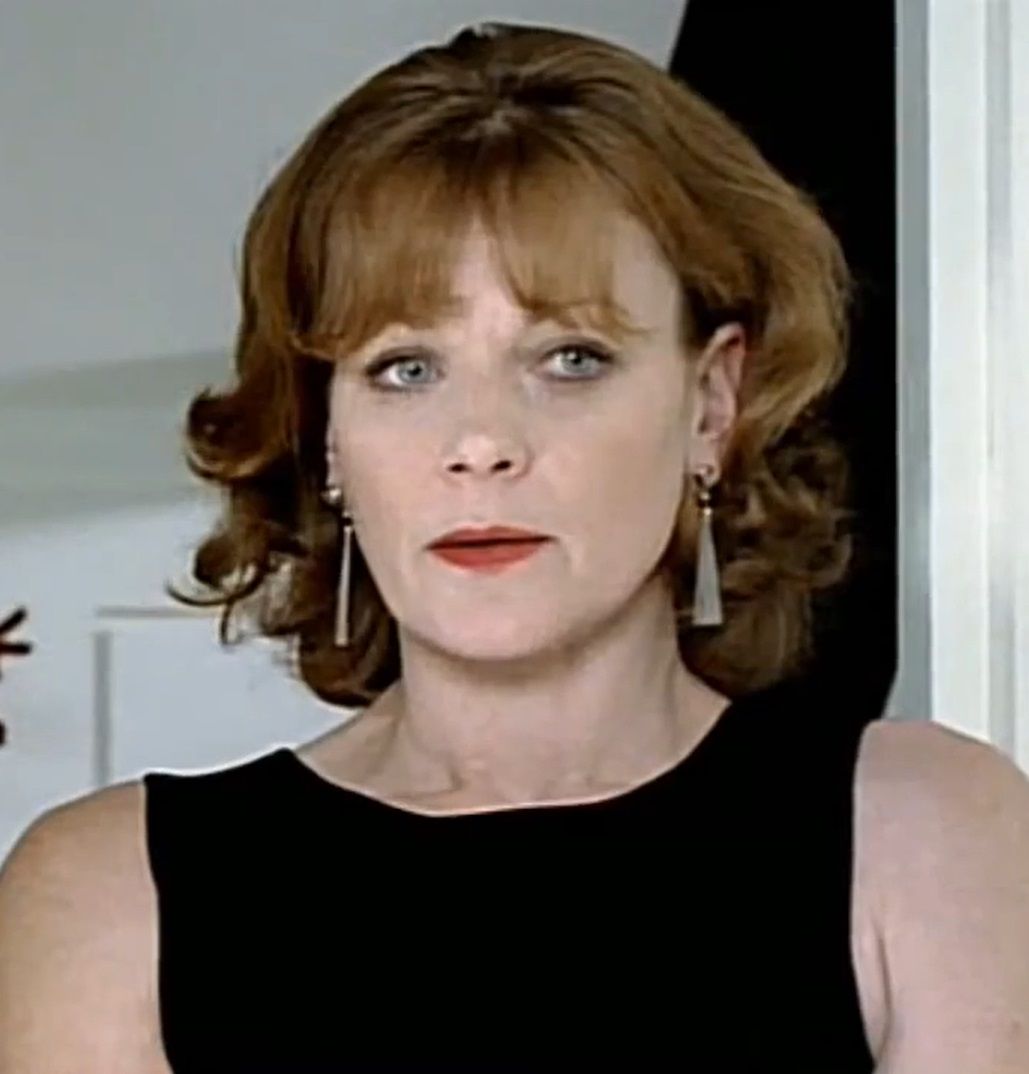
Samantha Bond (* 1961)

- Bond, Shadrach (1773–1832), US-amerikanischer Politiker
- Bond, Stephen R. (* 1963), britischer Ökonom
- Bond, Steve (* 1953), israelisch-amerikanischer Schauspieler
- Bond, Tassili, US-amerikanischer Jazzmusiker (Kontrabass)
- Bond, Timothy (* 1942), kanadischer Filmregisseur und Drehbuchautor
- Bond, Tommy (1926–2005), US-amerikanischer Schauspieler
- Bond, Victoria (* 1945), US-amerikanische Dirigentin und Komponistin und Hochschullehrerin
- Bond, Walter (* 1969), US-amerikanischer Basketballspieler
- Bond, Ward (1903–1960), US-amerikanischer Schauspieler
- Bond, William Cranch (1789–1859), US-amerikanischer Astronom
- Bond, William K. (1792–1864), US-amerikanischer Politiker
- Bond, William West (1884–1975), US-amerikanischer Politiker

### Bonda
- Bonda, Eugénia (1914–1944), russisch-ungarische Malerin
- Bonda, Katarzyna (* 1977), polnische Schriftstellerin und Journalistin
- Bondal, Alexei Igorewitsch (* 1961), russischer Mathematiker
- Bondallaz, François-Xavier (1801–1870), Schweizer Politiker
- Bondam, Klaus (* 1963), dänischer Schauspieler und Politiker
- Bondam, Peter (1727–1800), niederländischer Historiker und Jurist
- Bondar, Alexander Igorewitsch (* 1993), russisch-ukrainischer Wasserspringer
- Bondar, Andrij (* 1974), ukrainischer Schriftsteller, Dichter, Essayist und Übersetzer
- Bondár, Anna (* 1997), ungarische TennisspielerinAnna Bondár (* 1997)

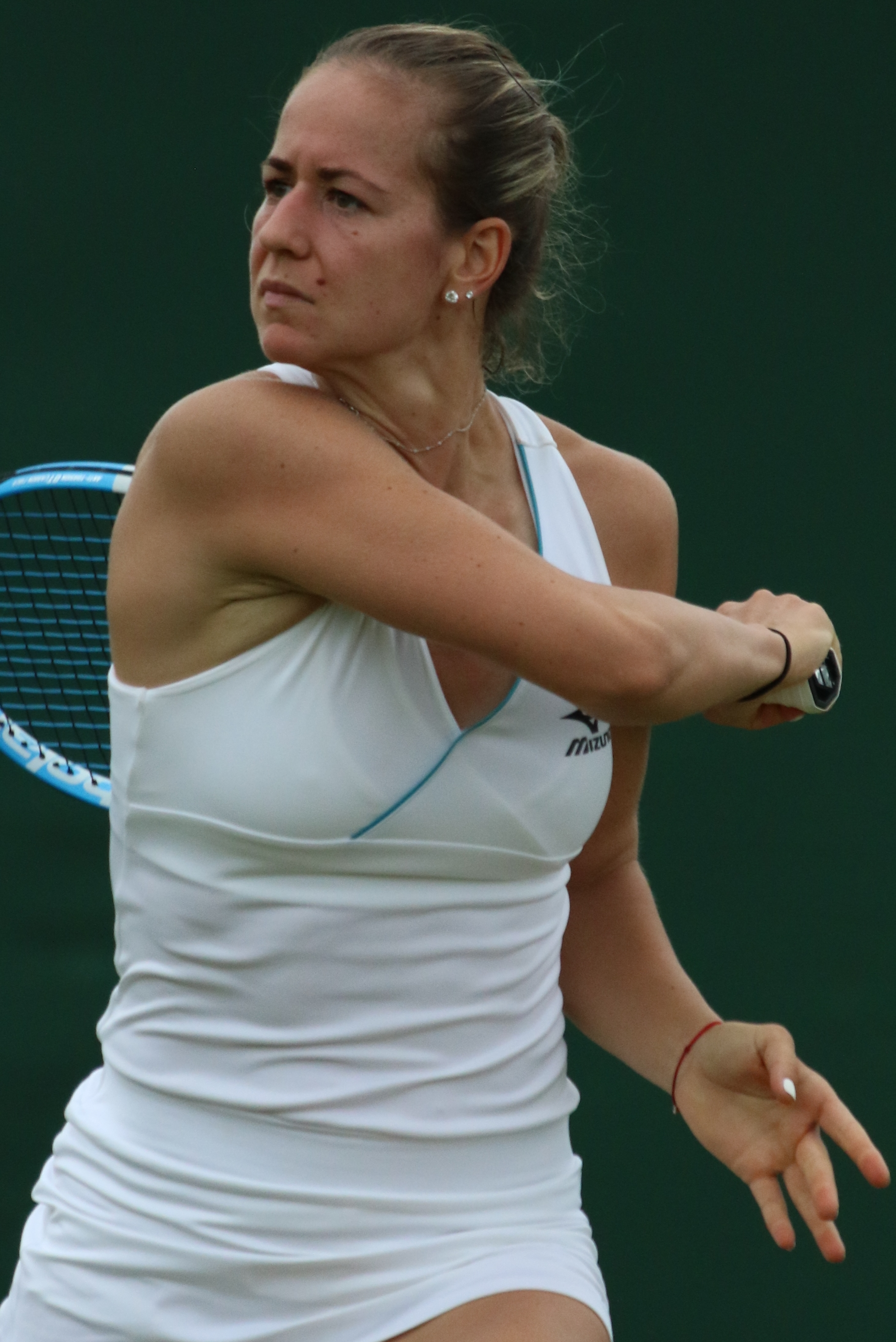
Anna Bondár (* 1997)

- Bondar, Elena (* 1958), rumänische Ruderin
- Bondar, Jana (* 1991), ukrainische Biathletin und Skilangläuferin
- Bondar, Rimma Dmitrijewna (1937–2011), sowjetisch-ukrainische Althistorikerin und Hochschullehrerin
- Bondar, Roberta Lynn (* 1945), kanadische Raumfahrerin
- Bondar, Walerij (* 1999), ukrainischer Fußballspieler
- Bondarenko, Aljona (* 1984), ukrainische Tennisspielerin
- Bondarenko, Artem (* 2000), ukrainischer Fußballspieler
- Bondarenko, Bohdan (* 1989), ukrainischer Hochspringer
- Bondarenko, Dmytro (* 1936), sowjetisch-ukrainischer Weitspringer
- Bondarenko, Filip Semjonowitsch (1905–1993), sowjetisch-ukrainischer Schachkomponist
- Bondarenko, Igor Iljitsch (1926–1964), russischer Physiker
- Bondarenko, Igor Michailowitsch (1927–2014), sowjetischer bzw. russischer Schriftsteller
- Bondarenko, Ilja Jewgrafowitsch (1870–1947), russisch-sowjetischer Architekt und Restaurator
- Bondarenko, Marija Sergejewna (* 2003), russische Tennisspielerin
- Bondarenko, Mychajlo (1903–1938), ukrainisch-sowjetischer Politiker, Vorsitzender des Ministerrates der Ukrainischen SSR (1937)
- Bondarenko, Olena (* 1974), ukrainische Journalistin und Politikerin
- Bondarenko, Olga Petrowna (* 1960), russische Langstreckenläuferin und Olympiasiegerin
- Bondarenko, Pawel Iwanowitsch (1917–1992), sowjetisch-russischer Bildhauer
- Bondarenko, Switlana (* 1971), ukrainische Schwimmerin
- Bondarenko, Walentin Wassiljewitsch (1937–1961), ukrainisch-sowjetischer Kampfpilot und RaumfahreranwärterWalentin Wassiljewitsch Bondarenko (1937–1961)

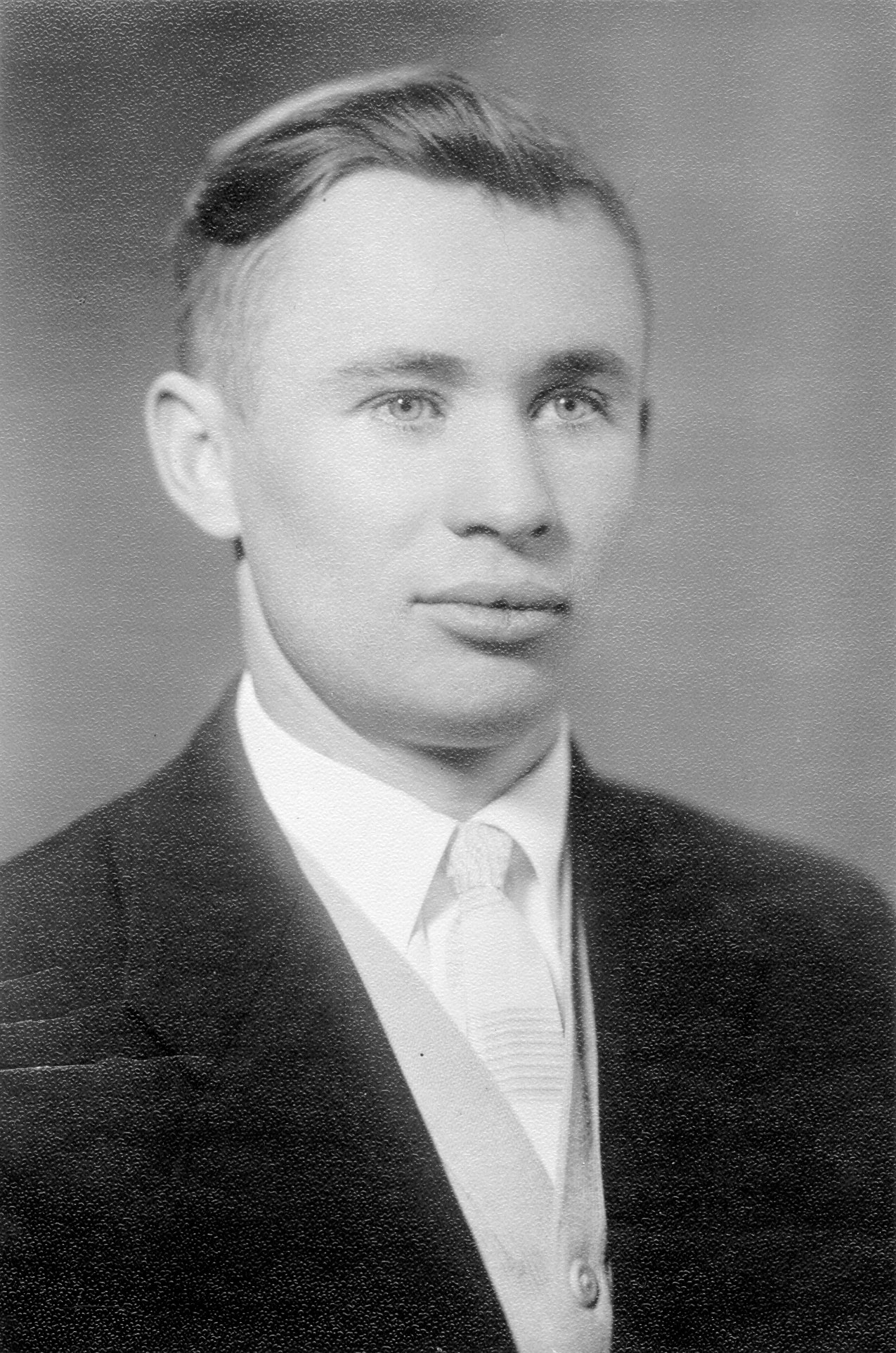
Walentin Wassiljewitsch Bondarenko (1937–1961)

- Bondarenko, Walerija (* 1982), ukrainische Tennisspielerin
- Bondarev, Dima (* 1984), ukrainischer Jazzmusiker (Trompete, Komposition)
- Bondarew, Alexei Andrejewitsch (* 1983), russischer Eishockeyspieler
- Bondarew, Andrei Leontjewitsch (1901–1961), russischer Generalleutnant
- Bondarew, Arseni Sergejewitsch (* 1985), russischer Eishockeyspieler
- Bondarew, Artem (* 1983), ukrainischer Eishockeyspieler
- Bondarew, Boris Anatoljewitsch, russischer Diplomat
- Bondarew, Dmitri Dmitrijewitsch (1878–1937), russischer Autokonstrukteur
- Bondarew, Juri Wassiljewitsch (1924–2020), sowjetischer bzw. russischer Schriftsteller
- Bondarew, Wiktor Nikolajewitsch (* 1959), russischer Generaloberst und Oberkommandierender der Russischen Luft- und Weltraumkräfte
- Bondarewa, Olga Nikolajewna (1937–1991), sowjetisch-russische Mathematikerin und Hochschullehrerin
- Bondarewski, Igor Sacharowitsch (1913–1979), sowjetischer Schachspieler
- Bondarjew, Bohdan (* 1974), ukrainischer Radrennfahrer
- Bondarjuk, Michail Makarowitsch (1908–1969), sowjetischer Flugzeugtriebwerks- und Raketentriebwerkskonstrukteur
- Bondartschuk, Anatolij (* 1940), sowjetischer Hammerwerfer und Olympiasieger (Ukraine)
- Bondartschuk, Fjodor Sergejewitsch (* 1967), russischer Regisseur und FilmproduzentFjodor Sergejewitsch Bondartschuk (* 1967)

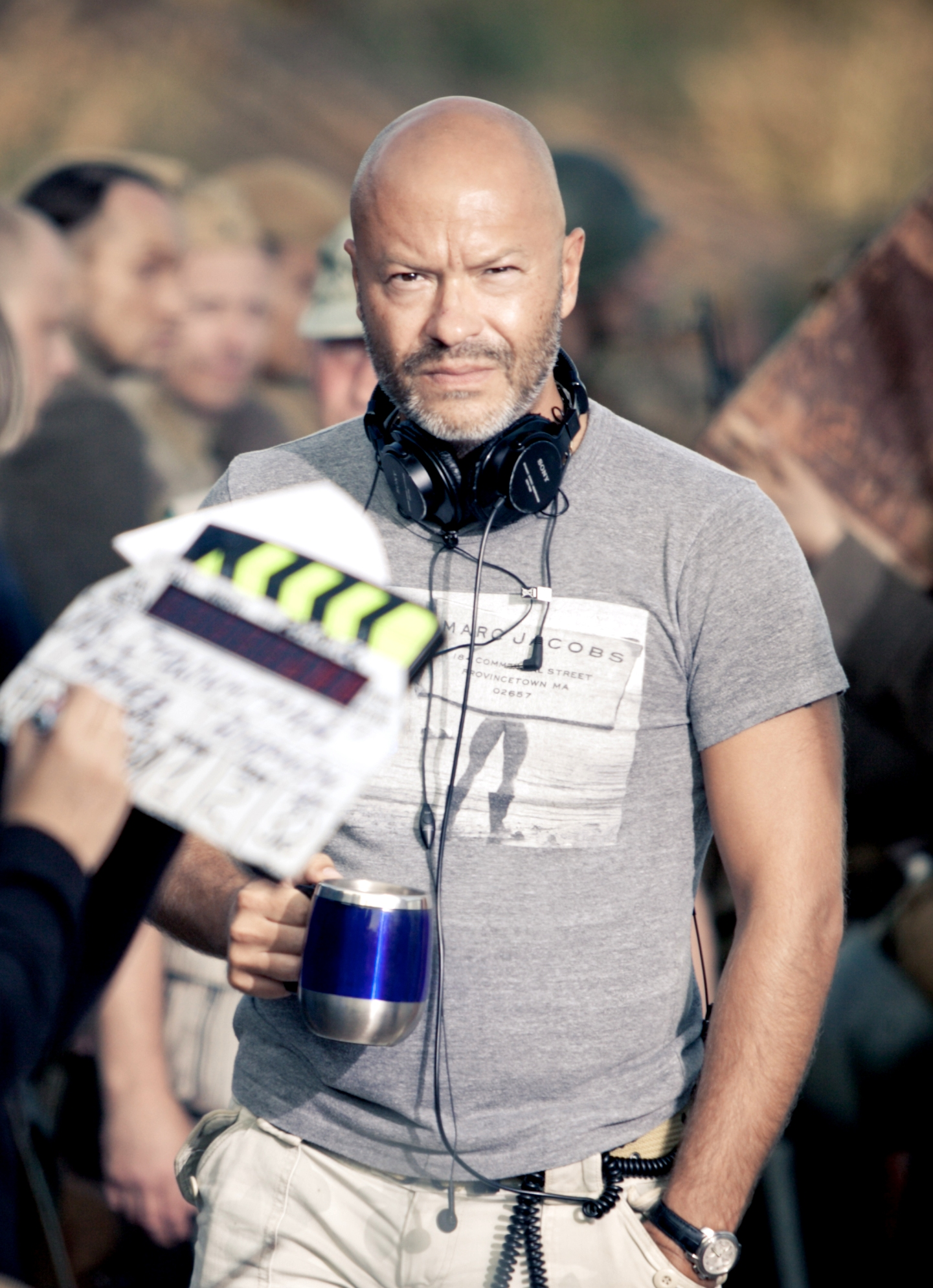
Fjodor Sergejewitsch Bondartschuk (* 1967)

- Bondartschuk, Sergei Fjodorowitsch (1920–1994), sowjetischer Regisseur und Filmproduzent
- Bondartschuk, Serhij (* 1971), ukrainischer sozialer Aktivist, Politiker und Unternehmer
- Bondaruk, Gennadi Michailowitsch (* 1965), russischer Fußballspieler und -trainer
- Bondarv, Dani (* 1987), israelischer Fußballspieler
- Bondarzew, Apollinari Semjonowitsch (1877–1968), russischer Mykologe und Phytopathologe

### Bonde
- Bonde Stürup, Mads (* 1997), dänischer Basketballspieler
- Bonde, Aksel (1918–1996), dänischer Ruderer
- Bonde, Alexander (* 1975), deutscher Stiftungsmanager und ehemaliger Politiker (Bündnis 90/Die Grünen), MdB, Landesminister
- Bonde, Bettina (* 1969), deutsche Journalistin und Politikerin (FDP)
- Bonde, Carl (1872–1957), schwedischer Dressurreiter
- Bonde, Cecil von (1895–1983), südafrikanischer Meeresbiologe und Ozeanograph
- Bonde, Christina (* 1973), dänische Fußballspielerin
- Bonde, Jens-Peter (1948–2021), dänischer Politiker (MdEP) und Autor
- Bonde, Rasmus (* 1986), dänischer Badmintonspieler
- Bonde, Ute (* 1967), deutsche Politikerin (CDU)Ute Bonde (* 1967)

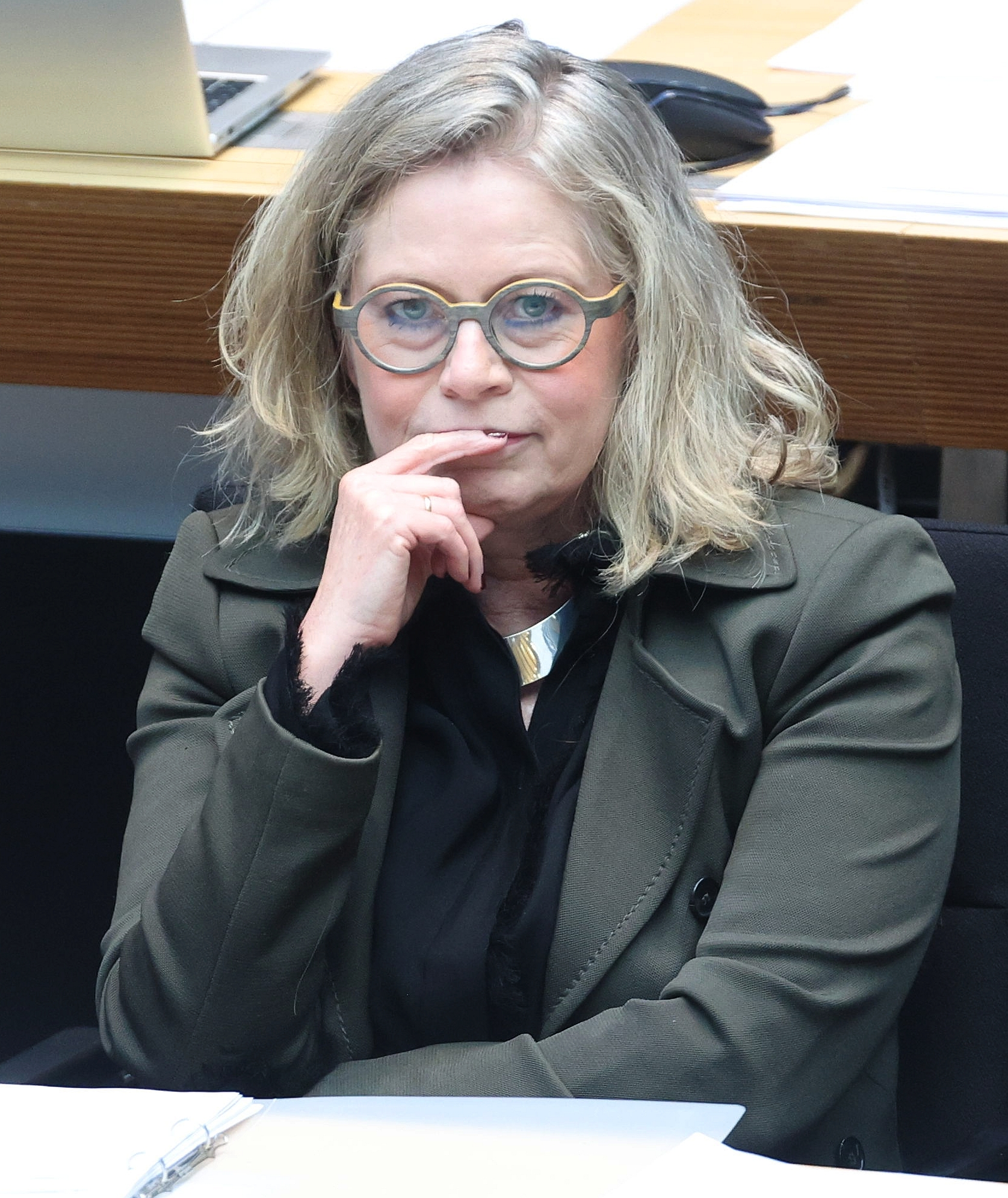
Ute Bonde (* 1967)

- Bonde, Wolfgang (1902–1945), deutscher Jurist und Widerstandskämpfer gegen den Nationalsozialismus
- Böndel, Dirk (* 1955), deutscher Historiker, Direktor des Deutschen Technikmuseums Berlin
- Bondeli, Emanuel (1660–1734), Berner Gelehrter und Diplomat
- Bondeli, Julie (1732–1778), Schweizer Salonière
- Bonder, Nilton (* 1957), brasilianischer Rabbiner und Autor
- Bonder-Kreiss, Lisa (* 1965), US-amerikanische Tennisspielerin
- Bøndergaard, Asbjørn (* 2004), dänischer Fußballspieler
- Bonderman, Jeremy (* 1982), US-amerikanischer Baseballspieler
- Bönders, Thomas, deutscher Jurist und Präsident der Hochschule des Bundes
- Bondeson, August (1854–1906), schwedischer Schriftsteller, Volkskundler und Arzt
- Bondeson, Jan (* 1962), schwedischer Arzt und Schriftsteller
- Bondevik, Kjell (1901–1983), norwegischer Politiker (Kristelig Folkeparti), Minister und Volkskundler
- Bondevik, Kjell Magne (* 1947), norwegischer Politiker, Mitglied des Storting und Ministerpräsident

### Bondf
- Bondfield, Margaret (1873–1953), britische Politikerin (Labour), Mitglied des House of Commons

### Bondi
- Bondi, Beulah (1888–1981), US-amerikanische SchauspielerinBeulah Bondi (1888–1981)

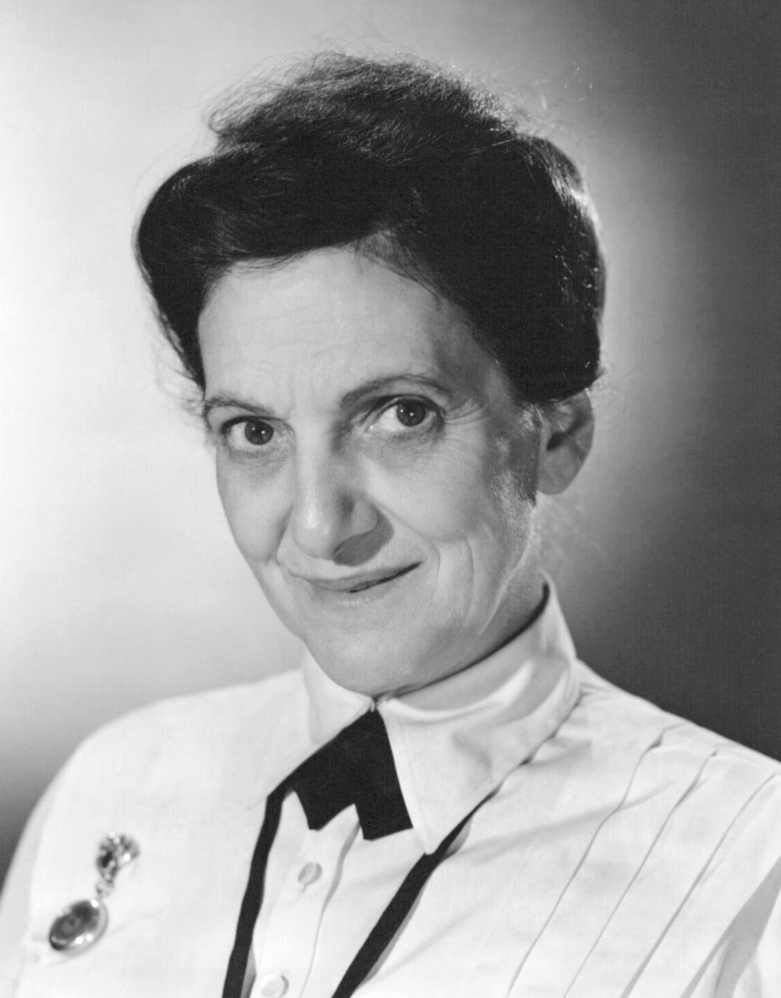
Beulah Bondi (1888–1981)

- Bondì, Claudio (* 1944), italienischer Drehbuchautor und Filmregisseur
- Bondi, Clemente (1742–1821), italienischer Dichter und Übersetzer
- Bondi, Cyril (* 1980), Schweizer Jazz- und Improvisationsmusiker
- Bondi, Felix (1860–1934), deutscher Rechtsanwalt, Notar und Kunstsammler
- Bondi, Georg (1865–1935), deutscher Verleger
- Bondi, Gerhard (1911–1966), deutscher Ökonom
- Bondi, Hermann (1919–2005), britischer Mathematiker und Kosmologe
- Bondi, Joseph (1818–1897), deutscher Jurist, Bankier, Gemeindevorsteher und Königlich Sächsischer Kommerzienrat
- Bondi, Lea (1880–1969), österreichische Galeristin und Kunstsammlerin
- Bondi, Pam (* 1965), US-amerikanische Juristin, Lobbyistin und PolitikerinPam Bondi (* 1965)

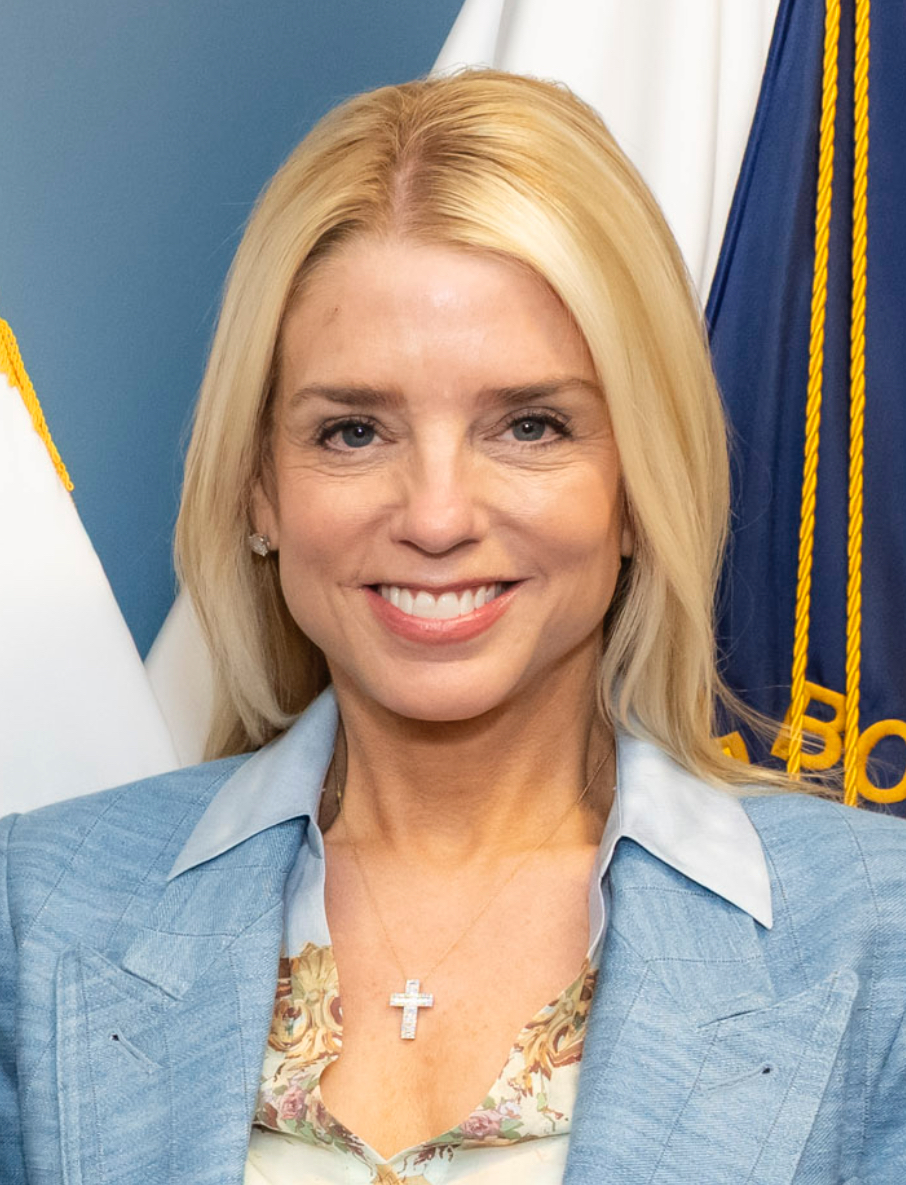
Pam Bondi (* 1965)

- Bondi, Sandro (* 1959), italienischer Politiker (Popolo della Libertà), Mitglied der Camera
- Bondin, Amber (* 1991), maltesische Sängerin
- Bondini, Pasquale (1737–1789), deutscher Opernsänger (Bass) und Operndirektor
- Bondioli, Federico (* 2005), italienischer Tennisspieler

### Bondo
- Bondo, Joshua (* 1978), botswanischer Fußballschiedsrichter
- Bondol, Jan, flämischer Buchmaler und Maler
- Bondolfi, Alberto (* 1946), Schweizer römisch-katholischer Theologe und Ethiker
- Bondon, Jacques (1927–2008), französischer Komponist
- Bondor, József (1917–1981), ungarischer kommunistischer Politiker
- Böndör, Márton (* 2002), ungarischer Stabhochspringer
- Bondoux, Anaëlle (* 2004), französische Biathletin
- Bondoux, Anne-Laure (* 1971), französische Kinder- und Jugendbuchautorin
- Bondoux, René (1905–2001), französischer Florettfechter

### Bondr
- Bondra, Anna (1798–1836), österreichische Opernsängerin (Sopran, Mezzosopran)
- Bondra, Peter (* 1968), slowakischer Eishockeyspieler und -funktionär
- Bondroit, Fritz (1912–1974), deutscher Kanute

### Bonds
- Bonds, Barry (* 1964), US-amerikanischer BaseballspielerBarry Bonds (* 1964)

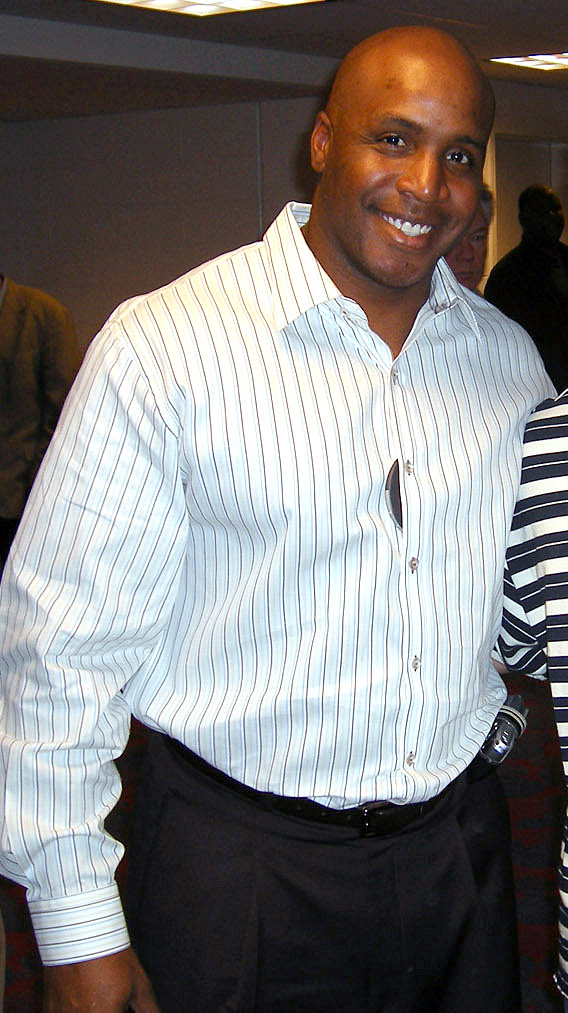
Barry Bonds (* 1964)

- Bonds, Billy (* 1946), englischer Fußballspieler und -trainer
- Bonds, Gary U. S. (* 1939), US-amerikanischer R&B- und Rock’n’Roll-Sänger
- Bonds, Jeff (* 1982), US-amerikanischer Basketballspieler
- Bonds, Margaret (1913–1976), US-amerikanische Komponistin und Pianistin
- Bonds, Mark Evan (* 1954), US-amerikanischer Musikwissenschaftler und Hochschullehrer
- Bonds, Rosie (* 1944), US-amerikanische Hürdenläuferin
- Bonds, Son (1909–1947), US-amerikanischer Bluesmusiker

### Bondt
- Bondt, Cornelis de (* 1953), niederländischer Komponist und Musikpädagoge
- Bondt, Hans Konrad (1767–1817), Schweizer Unternehmer und Politiker
- Bondt, Jacob de (1592–1631), niederländischer Arzt
- Bondt, Nicolaas (1765–1796), niederländischer Chemiker, Arzt und Botaniker

### Bondu
- Bondu, Jean (* 1966), französischer römisch-katholischer Geistlicher und Weihbischof in Rennes
- Bondü, Rebecca, deutsche Psychologin
- Bondue, Alain (* 1959), französischer Radrennfahrer
- Bonduel, Amaury (* 1999), belgisch-französischer Automobilrennfahrer
- Bonduel, Frans (1907–1998), belgischer Radrennfahrer
- Bondurant, Bob (1933–2021), US-amerikanischer AutomobilrennfahrerBob Bondurant (1933–2021)

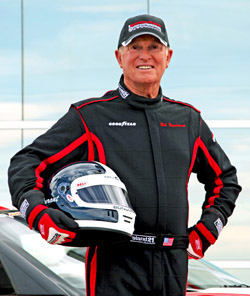
Bob Bondurant (1933–2021)

- Bondurant, Eugenie (* 1961), US-amerikanische Schauspielerin, Sängerin, Fotografin und ein Model
- Bondurant, Matt (* 1971), US-amerikanischer Schriftsteller

### Bondy
- Bondy, Arpad (* 1947), deutscher Produzent, Komponist, Autor, Regisseur, Filmeditor und Sounddesigner
- Bondy, Curt (1894–1972), deutscher Psychologe und Sozialforscher
- Bondy, Egon (1930–2007), tschechischer Dichter und Philosoph
- Bondy, François (1915–2003), Schweizer Essayist, Literaturkritiker und Journalist
- Bondy, Gertrud (1889–1977), Medizinerin, Psychoanalytikerin, Pädagogin
- Bondy, Hugo (1897–1939), tschechischer Psychiater und Sexologe
- Bondy, Josef Adolf (1876–1946), deutscher Journalist, Schriftsteller, Kritiker, Chefredakteur und Herausgeber
- Bondy, Louis Wolfgang (1910–1993), deutsch-britischer Buchhändler, Buchantiquar und Kommunalpolitiker
- Bondy, Luc (1948–2015), Schweizer Regisseur und AutorLuc Bondy (1948–2015)

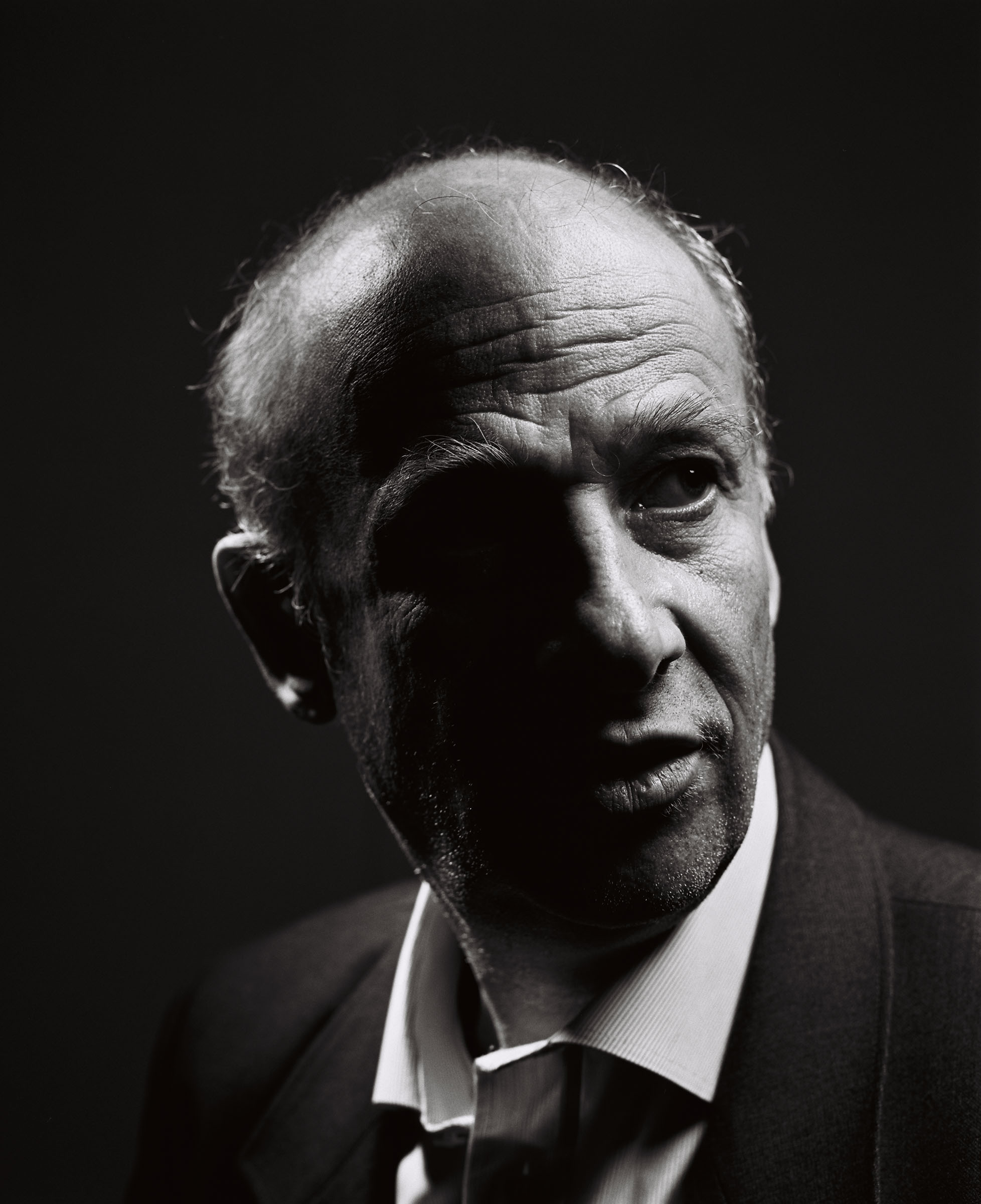
Luc Bondy (1948–2015)

- Bondy, Max (1892–1951), deutscher Reformpädagoge
- Bondy, Oscar (1870–1944), österreichischer Unternehmer und Kunstsammler
- Bondy, Ottilie (1832–1921), österreichische Frauenrechtlerin und Frauenvereinsfunktionärin
- Bondy, Otto (1844–1928), österreichischer Industrieller und Kunstsammler jüdischer Abstammung
- Bondy, Ruth (1923–2017), israelische Journalistin, Autorin, Übersetzerin und Holocaustüberlebende
- Bondy, Walter (1880–1940), deutsch-französischer Maler
- Bondy-Glassowa, Alina (1865–1935), polnische Malerin

### Bondz
- Bondzin, Friderun (1929–2022), deutsche Malerin, Mitglied der Volkskammer der DDR
- Bondzin, Gerhard (1930–2014), deutscher Maler und Grafiker, Präsident des Verbands Bildender Künstler der DDR
- Bondzio, Oliver (* 1967), deutscher Techno-DJ und Musikproduzent
- Bondzio, Wilhelm (1929–2017), deutscher germanistischer Linguist